# Ведекинд, Эрика
Эрика Ведекинд (нем. Erika Wedekind, {полное имя Фрида Марианна Эрика Ведекинд (нем. Frida Marianne Erica Wedekind), а также называла себя Эрикой Ошвальд (нем. Erika Oschwald); 13 ноября 1868[…], Ганновер — 10 октября 1944[…], Цюрих) — немецкая концертная и оперная певица; колоратурное сопрано и педагог.

## Биография
Фрида Марианна Эрика Ведекинд родилась 13 ноября 1868 года в городе Ганновере в Королевстве Пруссия в семье врача-гинеколога Фридриха Вильгельма Ведекинда и актрисы Эмилии Ведекинд-Каммерер. Она происходила из семьи Wedekind zur Horst. Её братьями были писатели Франк и Дональд Ведекинды. 

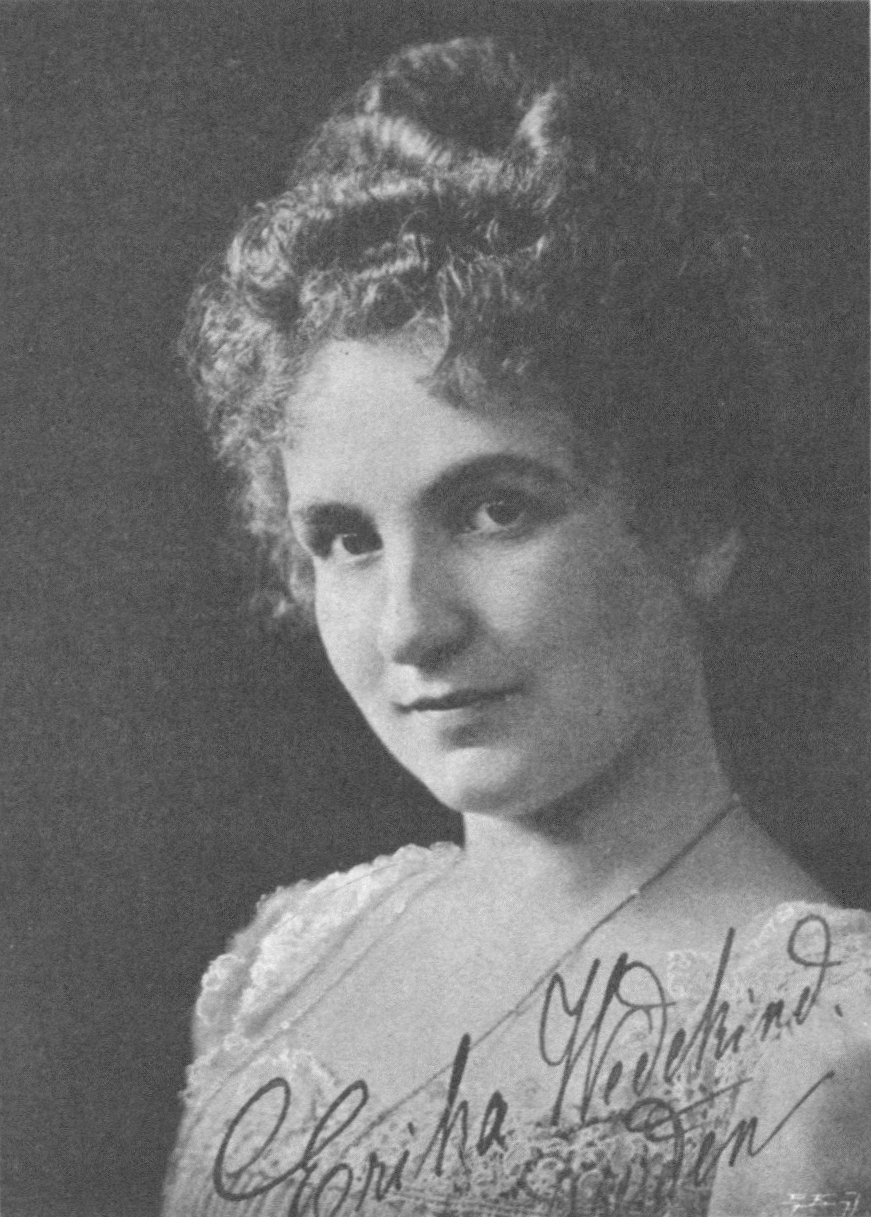
Эрика Ведекинд (1901)

Выросла в замке Ленцбург в швейцарском кантоне Аргау, который был куплен её отцом. Хотя местная пресса отмечала ее успешные выступления на сцене в молодости в Ленцбурге и Арау, отец отказал ей в обучении вокалу и заставил её стать учительницей. Только после смерти отца она окончила Дрезднерскую консерваторию (ныне Дрезденская высшая школа музыки имени Карла Марии фон Вебера) с 1891 по 1894 год, сначала у Густава Шарфе (до его смерти в 1892 году), и училась пению у известной сопрано Аглаи Оргени.
Ведекинд дебютировала в 1894 году в роли фрау Флут в «Веселых женах Виндзора» Отто Николая.
Она дала более тысячи выступлений в Германии, Праге, Москве, Санкт-Петербурге, Будапеште, Стокгольме, Париже и Лондоне, прежде чем стать всемирно популярным учителем пения в период с 1914 по 1930 год. С 1930 года она жила в уединении в Швейцарии, где и умерла в Цюрихе 10 октября 1944 года в возрасте 75 лет.
Была замужем с 1898 года за тайным советником Вальтером Ошвальдом.